# U.S. Highway 33
Der U.S. Highway 33 (kurz US 33) ist ein United States Highway in den Vereinigten Staaten. Er verläuft in Ost-West-Richtung durch die Bundesstaaten Virginia, West Virginia, Ohio und Indiana auf einer Strecke von etwa 1140 Kilometern. Die Endpunkte liegen im Westen in Elkhart in Indiana und im Osten in Richmond in Virginia.

## Verlauf

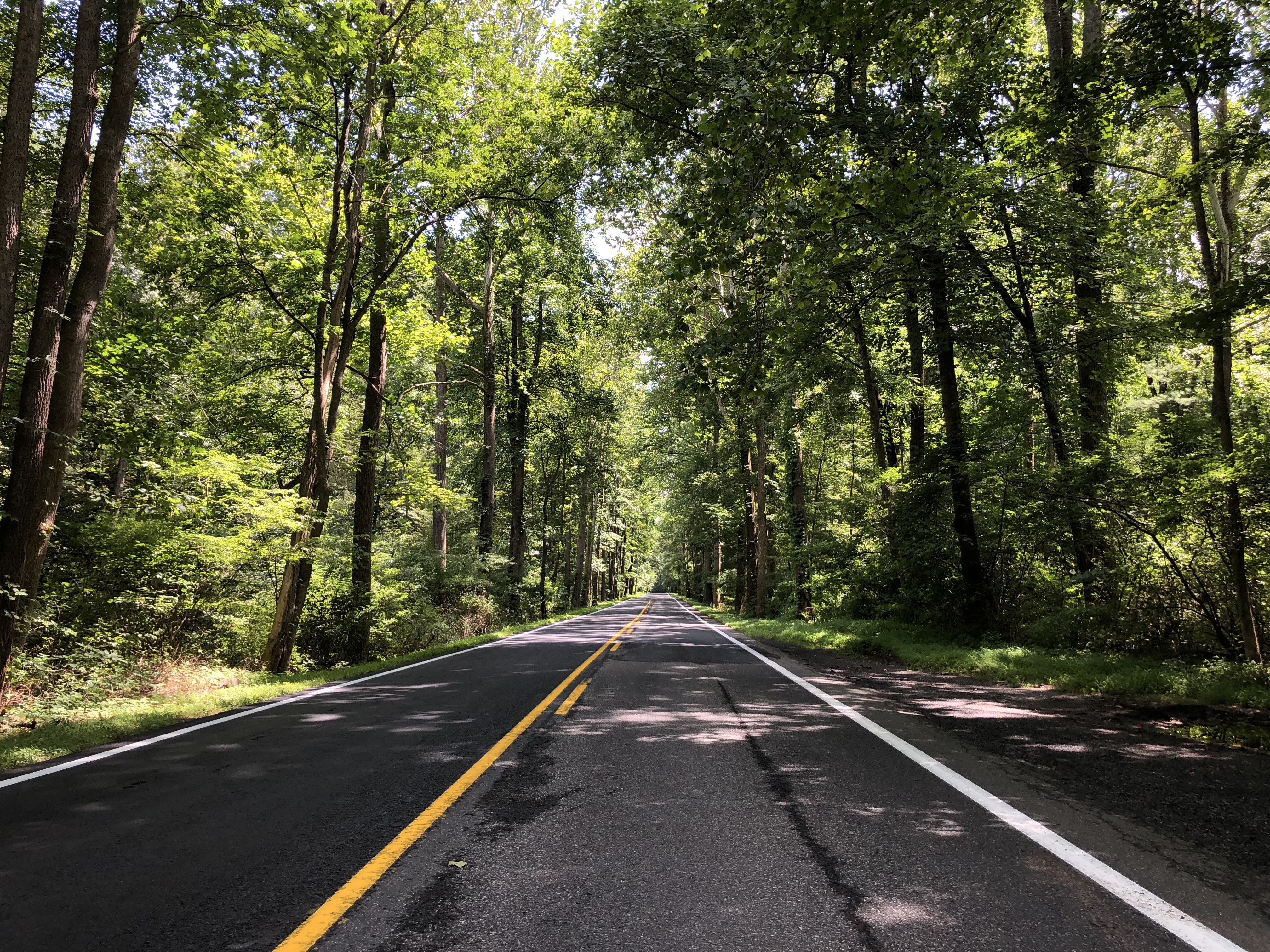
U.S. Highway 33 im George Washington National Forest in Virginia

### Virginia
Das östliche Ende des Highways befindet sich innerhalb von Virginias Hauptstadt Richmond am U.S. Highway 250. Von dort führt die Straße nach Nordwesten aus der Stadt heraus, wo die Interstates I-195, I-64 und I-295 gekreuzt werden. Ab dort verläuft er durch ländliche und leicht bewaldete Gebiete weiter nach Nordwesten, bis er auf die Blue Ridge Mountains trifft und den Shenandoah-Nationalpark durchquert. Anschließend kreuzt er im Shenandoahtal bei Harrisonburg die Interstate 81, bevor er durch die Ridge-and-Valley-Appalachen (eine Region der Appalachen) nach West Virginia führt.

### West Virginia

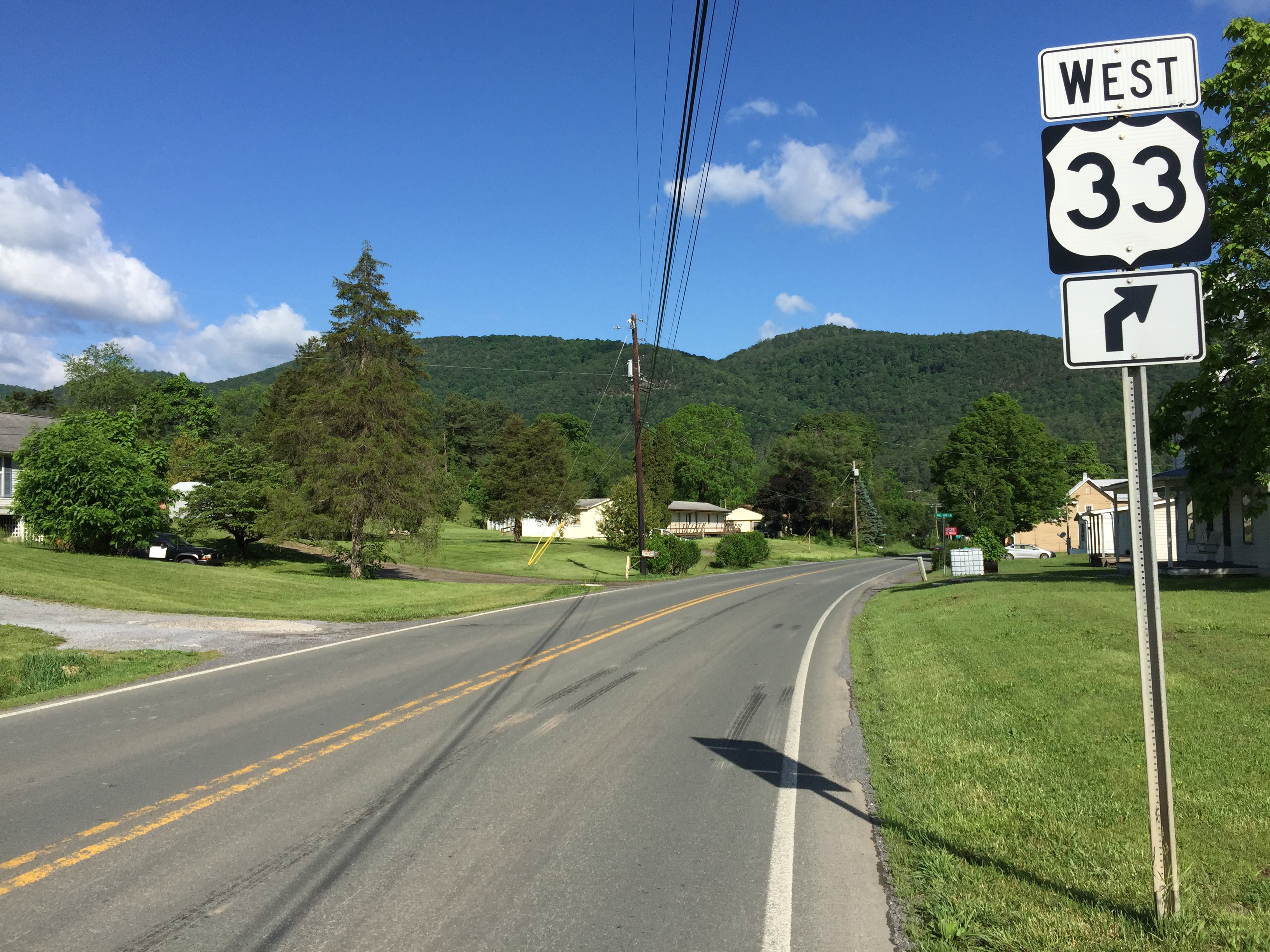
US 33 in West Virginia

In West Virginia verläuft die Straße weiter durch bergiges und nur dünn besiedeltes Terrain nach Westen. Ab Elkins verläuft sie gleichbedeutend mit dem U.S. Highway 48 auf einer Trasse. Beide Straßen nehmen zusätzlich bei Buckhannon den U.S. Highway 119 mit auf. Bei Weston kreuzen sie die Interstate 79, wo auch der Highway 48 endet. Fortan führen also nur noch der US 33 und US 119 auf einer Strecke gemeinsam nach Westen, bis sie sich bei Spencer wieder trennen und der U.S. Highway 33 wieder eigenständig in Richtung Interstate 77 und der Grenze zu Ohio verläuft.

### Ohio

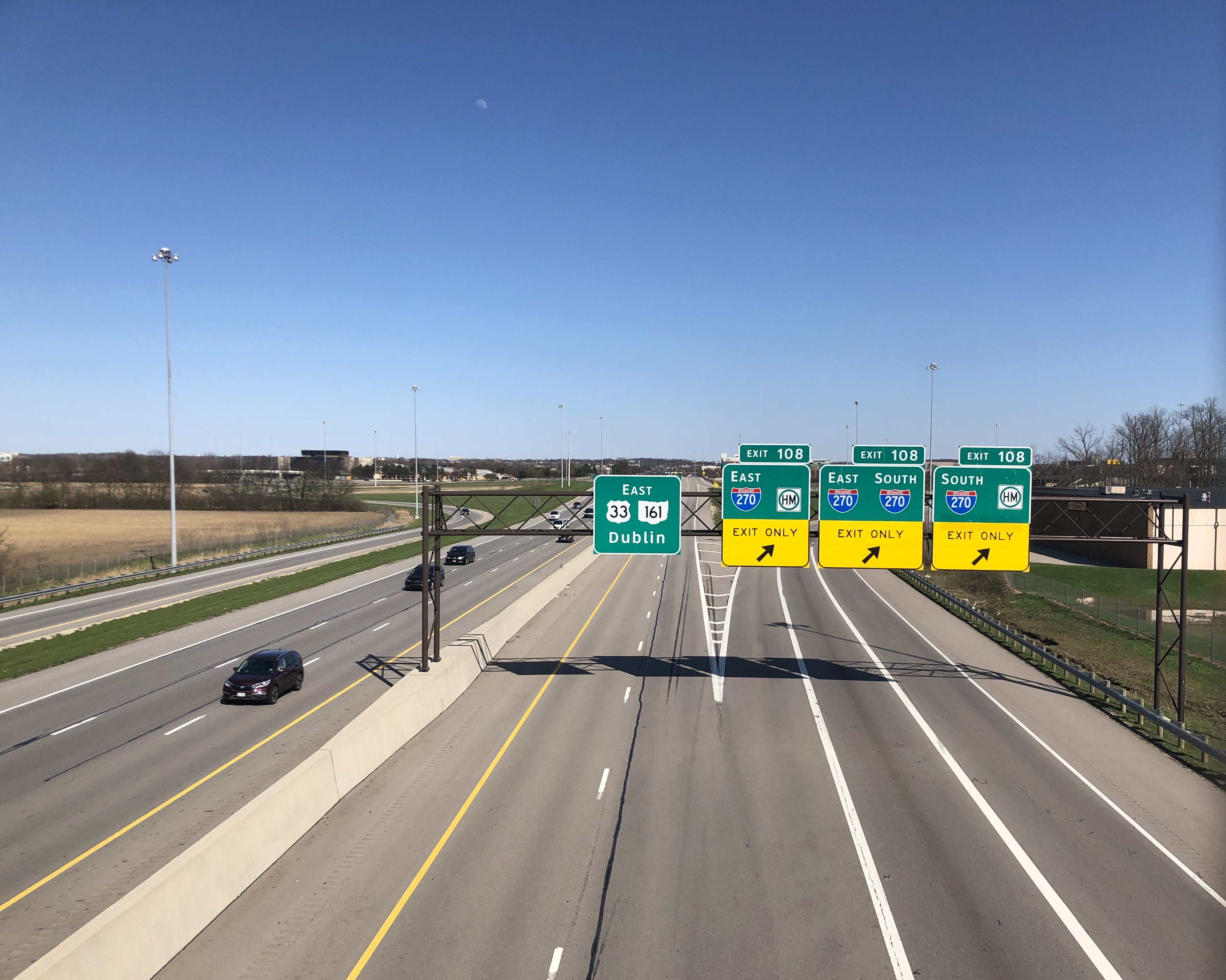
Bei Columbus, Ohio

Mit der Querung des Ohio Rivers bei Ravenswood tritt der Highway nach Ohio ein. Dort nimmt er einen nordnordwestlichen Kurs ein und führt durch den Wayne National Forest zur Großstadt Columbus. Die Stadt durchquert er relativ zentral durch Downtown Columbus. Dabei werden auch die Interstates 270, 71 und 670 gekreuzt. Durch die westlichen Vororte führt der Highway entlang des Scioto River weiter nach Nordwesten aus der Metropolregion heraus. Bei Wapakoneta kreuzt er die Interstate 75 und überquert anschließend die Grenze zu Indiana.

### Indiana
In Indiana trifft der U.S. Highway 33 recht bald auf den U.S. Highway 27 und führt mit diesem zusammen in Richtung Norden. Bei Hessen Cassel südlich von Fort Wayne trennen sie sich wieder und der US 33 verläuft über die Interstate 469 und Interstate 69 westlich um Fort Wayne herum. Nordwestlich der Stadt verlässt er die Interstate und führt wieder eigenständig nach Nordwesten, wo er unter anderem den U.S. Highway 6 kreuzt und nach über 1100 Kilometern bei Elkhart an dem U.S. Highway 20 endet.